# Калеміє
Калеміє (фр. Kalemie) — місто на сході Демократичної Республіки Конго, у провінції Танганьїка. Під час бельгійського колоніального управління називалося Альбервіль.

## Географія
Розташоване на західному березі озера Танганьїка, на висоті 763 м над рівнем моря . Поблизу міста з озера Танганьїка витікає річка Лукуга, що впадає в Луалабу.
Місто постраждало під час землетрусу 5 грудня 2005 року, епіцентр якого знаходився приблизно за 55 км на південний схід від Калеміє. Були зруйновані кілька десятків будинків.

## Економіка і транспорт
Економіка міста заснована головним чином на виробництві цементу, текстильної та харчової промисловості. Калеміє зв'язане залізницею з іншими містами ДРК. На озері Танганьїка є порт для сполучення з Танзанією. Є також аеропорт, який приймає регулярні рейси з великих міст ДРК.

## Міста-партнери
- Штайнхайм, Німеччина